# بيانكا جاغر
بيانكا جاغر (بالإسبانية: Bianca Jagger)‏ (و. 1945  م) هي عارضة، وممثلة من نيكاراغوا، والمملكة المتحدة، ولدت في ماناغوا.

## التعليم
تعلمت في معهد الدراسات السياسية بباريس
.

## جوائز
حصلت على جوائز منها:

جائزة رايت ليفيلهوود (2004)

## وصلات خارجية
- بيانكا جاغر على موقع IMDb (الإنجليزية)
- بيانكا جاغر على موقع مونزينجر (الألمانية)
- بيانكا جاغر على موقع ألو سيني (الفرنسية)
- بيانكا جاغر على موقع ميوزك برينز (الإنجليزية)
- بيانكا جاغر على موقع أول موفي (الإنجليزية)
- بيانكا جاغر على موقع قاعدة بيانات الأفلام السويدية (السويدية)
- بيانكا جاغر على موقع إن إن دي بي (الإنجليزية)
- بيانكا جاغر على موقع قاعدة بيانات الفيلم (الإنجليزية)
- بيانكا جاغر على موقع كينوبويسك (الروسية)